# Vicovu de Jos
Vicovu de Jos es una comuna ubicada en el distrito de Suceava, Rumania.

## Superficie
Posee una superficie de 42,00 kilómetros cuadrados.

## Demografía
Hasta 2021 la población era de 5978 habitantes, con una densidad de población de 142,3 habitantes por kilómetro cuadrado.